# رابرت آندروژوک
رابرت آندروژوک (انگلیسی: Robert Andrzejuk؛ زادهٔ ۱۷ ژوئیهٔ ۱۹۷۵) ورزشکار شمشیربازی اهل لهستان است.
وی در مسابقات کشوری و بین‌المللی در مجموع برندهٔ ۱ مدال نقره شده‌است.